# Halimocnemis mollissima
Halimocnemis mollissima är en amarantväxtart som beskrevs av Aleksandr Andrejevitj Bunge. Halimocnemis mollissima ingår i släktet Halimocnemis och familjen amarantväxter. Inga underarter finns listade i Catalogue of Life.